# Международна фондация „Александър Велики“
Александрионът (на гръцки: Αλεξάνδρειον), сградата на международната фондация „Александър Велики“, е частна институция на гръцки македонци, живеещи в чужбина. Тези гърци, произхождащи от Македония, си поставят целта да построят паметник в подножието на планината Олимп, близо до храма на Зевс в Дион, символ на връзката им с родината и в същото време средище за срещи. Фондацията е основана през 1992 година, с централен офис в Ню Йорк (САЩ), докато местното ръководство е базирано в Катерини.

## Местоположение
Точно над магистрала А1 (Атина – Солун) близо до изхода за Литохоро.

## Предназначение
Целите на фондацията са благотворителни, духовни, социални, артистични и културни. Особено ценно е съхраняването и разпространението на гръцкия език и гръцките традиции. Организират се изложби и семинари, а Александрионът служи за представителни цели. Освен бившия президент на гръцката държава г-н Папуляс, гости през годините са и други висши местни и чуждестранни личности. Провеждат се концерти, лекции и обиколки с екскурзовод.

## Изложбата
Всички картини, експонати и плочи, изложени в П-образната сграда, имат отношение към Александър Македонски. Започвайки с родното му място Пела, всички спирки от краткия му живот са осветени. Най-голямата диаграма показва похода му от Македония до Индия. Подробно са показани отделните етапи на тази кампания.
Гръцки и английски коментари на Вергина, Пела и Дион обясняват живота на Александър по тези места. Карта, показваща всички древни македонски места и копие на мозайката от битките на Александър срещу персите (Александърска мозайка от Помпей).